# Жирки
Жи́рки — село в Україні, у Білицькій селищній громаді Полтавського району Полтавської області. Населення становить 1 особа. (2025 рік)

## Географія
Село Жирки розташоване за 40 км від обласного центру, на лівому березі річки Ворскла, вище за течією на відстані 2 км розташоване село Зачепилівка, нижче за течією на відстані 0,5 км розташоване село Кустолові Кущі, на протилежному березі — селище Білики. Село складається з двох частин, рознесених на 1,5 км, між якими знаходиться болото. Неподалік села пролягає залізнична лінія Полтава-Південна — Кременчук, на якій знаходиться зупинний пункт Жарки.

## Історія
12 червня 2020 року, відповідно до розпорядження Кабінету Міністрів України № 721-р «Про визначення адміністративних центрів та затвердження територій територіальних громад Полтавської області», село увійшло до складу Білицької селищної громади.
19 липня 2020 року, в результаті адміністративно-територіальної реформи та ліквідації Кобеляцького району, село увійшло до складу новоутвореного Полтавського району.
У сюжеті Суспільне Полтава у березні 2025 року, було зазначено, що у селі проживає лише 1 мешканець.